# Józef Zuj
Józef Zuj (ur. 15 czerwca 1920 w Rodkiewiczach w gminie Wolna, zm. 2000) – polski technik rolnictwa, poseł na Sejm PRL IV i V kadencji.

## Życiorys
Uzyskał wykształcenie średnie niepełne, z zawodu technik rolnictwa. W okresie wojny przebywał w Skwierzynie, Międzyrzeczu i Sulęcinie. W 1947 zamieszkał w Kaławie, gdzie prowadził z rodzicami gospodarstwo rolne. W 1954 został członkiem Polskiej Zjednoczonej Partii Robotniczej. Pełnił funkcje sołtysa Kaławy, radnego, prezesa Kółka Rolniczego, opiekuna społecznego oraz członka Rady Nadzorczej Powiatowego Związku Gminnych Spółdzielni „Samopomoc Chłopska”. W 1965 i 1969 uzyskiwał mandat posła na Sejm PRL w okręgu Gorzów Wielkopolski. Przez dwie kadencje zasiadał w Komisji Leśnictwa i Przemysłu Drzewnego.

## Odznaczenia
- Złoty Krzyż Zasługi
- Odznaka 1000-lecia Państwa Polskiego (1966)[2]